# Kölsch (bier)
Kölsch is een bier van hoge gisting, licht van smaak en heeft een gouden kleur. Het heeft een alcoholgehalte van 4,8% en mag alleen door brouwerijen in Keulen en omgeving worden gebrouwen. Dit is vastgelegd in de zogenaamde Kölsch-Konvention. Sinds 1997 wordt het begrip Kölsch als regionale bierspecialiteit door de EU beschermd.

## Geschiedenis
Kölsch wordt gebrouwen volgens het Reinheitsgebot van 1516, maar de Keulse brouwtraditie gaat terug tot het jaar 873. Toen brouwde men in Keulen gruitbier, bier zonder hop, op smaak gebracht met een kruidenmengsel. Kölsch in zijn huidige vorm wordt pas sinds ruim 100 jaar gebrouwen, hiervoor brouwde men in Keulen vooral Wieß (kölsch voor weiß/wit). Wieß lijkt heel erg op een witbier van hoge gisting, maar het is eigenlijk ongefiltreerd troebel Kölsch. Pas in en na de Tweede Wereldoorlog werd Kölsch zo populair als het nu in Keulen is. Dat kwam vermoedelijk door logistieke problemen, maar vooral omdat Keulen nooit een echte nazistad is geweest en men onderscheid zocht van het Duitse pils. Er bestaan in en rond Keulen 14 Kölschbrouwerijen, die 34 merken Kölsch brouwen. Er werden de afgelopen jaren voortdurend kleine brouwerijen opgekocht door grote bedrijven, die vervolgens het betreffende merk Kölsch in een andere, grotere brouwerij lieten brouwen. Dit gebeurde ook omdat veel van de kleine oude brouwerijen op aantrekkelijke plekken gehuisvest zijn. De gebouwen worden gesloopt en de grond verkocht. De traditionele Keulse wijkbrouwerij verdwijnt hierdoor steeds meer, maar het aantal merken blijft redelijk op peil.

## Kölschmerken
De grootste Kölsch brouwerijen zijn:
1. Reissdorf Kölsch (ca. 650.000 hectoliter jaarproductie)
2. Gaffel Kölsch (ca. 500.000 hectoliter jaarproductie)
3. Früh Kölsch (ca. 440.000 hectoliter jaarproductie)

De meest bekende andere merken zijn:
1. Küppers-Kölsch (ca. 260.000 hectoliter)
2. Gilden-Kölsch (ca. 260.000 hectoliter)
3. Dom-Kölsch (ca. 180.000 hectoliter)
4. Sion-Kölsch (ca. 145.000 hectoliter)
5. Zunft-Kölsch (ca. 130.000 hectoliter)
6. Garde-Kölsch (ca. 60.000 hectoliter)
7. Richmodis-Kölsch (ca. 60.000 hectoliter)
8. Kurfürsten-Kölsch (ca. 55.000 hectoliter)
9. Ganser-Kölsch (ca. 50.000 hectoliter)
10. Rats-Kölsch (ca. 50.000 hectoliter)
11. Sester-Kölsch (ca. 45.000 hectoliter)
12. Mühlen-Kölsch (ca. 40.000 hectoliter)
13. Sünner-Kölsch (ca. 40.000 hectoliter)
14. Peters-Kölsch (ca. 20.000 hectoliter)
15. Bürger-Kölsch (ca. 10.000 hectoliter)
16. Päffgen-Kölsch (ca. 10.000 hectoliter)

Verder bestaan er nog met minder dan 1000 hectoliter jaarproductie:
Hellers- (biologisch gebrouwen Kölsch) en Wieß, Agrippa-, Bischoff-, Grenardier-, Bartmann's-, Felskrone-, Giesler-, Hansa-, Kurfürsten-, Kurfürsten Maximilian-, Lecker!-, Schreckenskammer-, Severins-, Stecken-Kölsch en anderen.

## Drinkcultuur

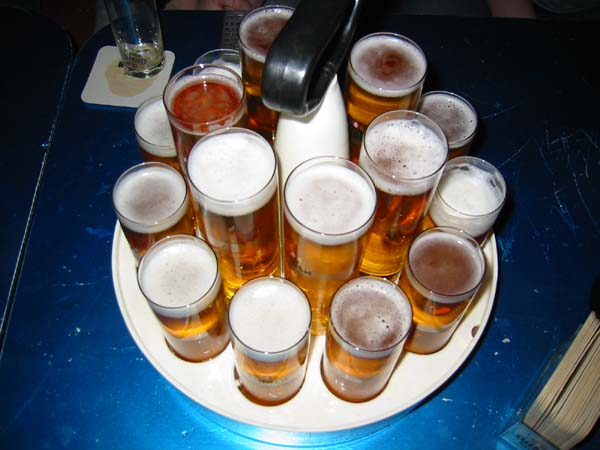
Kranz Kölsch

Kölsch wordt in Keulse brouwerijen, cafés en kroegjes geschonken in een slank 0,2-literglas: de "Stange", ca. 15 cm hoog. De Köbes (Jacobus, bierschenker) loopt de ruimte rond met een Kranz, een soort bierglazenhouder, zoals op de afbeelding hiernaast. De gast krijgt telkens als zijn glas leeg is, een vol glas. Voor elk nieuw glas wordt op het viltje van de gast een streepje gezet. Als de klant geen Kölsch meer hoeft, legt hij het viltje bovenop zijn glas.
Inmiddels gaan veel horecabedrijven die minder traditiebewust zijn vooral op terrasjes over tot grotere glazen van dezelfde slanke vorm (0,3 liter of 0,4 liter). Dit gebeurt omdat het natuurlijk meer werk is kleine glazen uit te serveren en omdat veel toeristen denken dat in Duitsland bier altijd in grote glazen geschonken wordt en ze vervolgens verbijsterd voor een 0,2-literglaasje Kölsch zitten.
Ook wordt het opvallend veel op straat gedronken, dan wel uit 0,5 liter flessen. Vooral in de zomer hoort het gewoon bij het Keulse straatbeeld dat er 's avonds opvallend veel mensen met zo'n fles op straat lopen, op een bankje of muurtje zitten te kletsen of gewoon in parken op het gras zitten te genieten van een halve liter fles Kölsch. De 0,5-literflessen zijn bijna letterlijk aan elke hoek van de straat verkrijgbaar in kiosken. Voorheen was Kölsch ook verkrijgbaar op U- en S-Bahn-stations, maar sinds eind 2013 is het verboden om op stations of in de trein alcohol te drinken.
In traditionele bierhuizen wordt Kölsch getapt uit (houten) vaten. Deze zijn ook nog steeds erg gebruikelijk op privéfeestjes. Bij een groot aantal kiosken en in alle drankspeciaalzaken in de stad worden gekoelde vaten verkocht "Pittermännchen". Deze zet men vervolgens thuis op een krukje of op de koelkast, wanneer men bierdrinkend bezoek verwacht of een feestje heeft. Voor privégebruik worden meestal "Pittermännchen" van 10, 15, 20 of 30 liter gebruikt. Dit is zo gebruikelijk dat er ook een 24-uurs thuisbezorgservice voor "Pittermännchen" bestaat (wél voor middernacht bellen).